# Parc national de Rapa Nui
Le parc national de Rapa Nui(espagnol : Rapa Nui, Rap.Rapa Nui) est un parc national situé sur l'île de Pâques (Chili). Il est inscrit sur la liste du patrimoine mondial de l'UNESCO depuis 1995.

## Le parc national et les Moaïs
L'île de Rapa nui (« grande Rapa », par différence avec Rapa iti ou « petite Rapa ») plus connue comme île de Pâques, se situe à 3 700 km à l'ouest de la côte chilienne, dans l'océan Pacifique. Elle mesure 23 km de long sur 12 km de large. 
Outre une biodiversité unique en son genre, il s'y trouve plus de 800 statues, les Moaïs faits en pierre volcanique. 300 d'entre eux sont dans le parc national. Ces statues polynésiennes mesurent entre 1,10 et 10 mètres et peuvent peser jusqu'à 70 tonnes.